# Jane Eyre
Jane Eyre (titolo originale Jane Eyre: An Autobiography) è un romanzo di formazione della scrittrice inglese Charlotte Brontë, pubblicato il 19 ottobre 1847 dall'editore  Smith, Elder & Co. sotto lo pseudonimo di Currer Bell e rivelatosi il suo capolavoro.
La storia, scritta in forma autobiografica, vede la protagonista eponima rivolgersi in modo diretto al lettore, raccontare le crescita di un'orfana dall'infanzia all'età adulta, fino al suo amore per Rochester, il proprietario di Thornfield Hall. Il romanzo rivoluzionò la prosa narrativa, essendo il primo a mettere a fuoco l'evoluzione emotiva, morale, e spirituale della protagonista attraverso la prima persona singolare, dove le azioni e gli eventi vengono descritti con vivacità e intensità psicologica; presenta inoltre aspetti puntualmente descrittivi dell'ambiente e coglie con finezza e intensità la psicologia e i sentimenti dei personaggi. 
Fu accolto con successo fin dal suo apparire, ponendosi in dissonanza coi cliché narrativi dell'epoca. Il personaggio di Jane Eyre, dotato di integrità, indipendenza, forza interiore e passionalità, deve fare i conti con la pazza Bertha Mason, un doppelgänger della protagonista. Il libro, contenente elementi di critica sociale con un forte senso di moralità cristiana al suo interno, è considerato da molti all'avanguardia per il carattere individualista di Jane e per il modo in cui il romanzo affronta i temi di classe, sessualità, religione e femminismo.

## Trama
Jane Eyre è una bambina orfana, figlia di una donna ricca e di un sacerdote povero, che viene accolta presso i parenti dopo la morte dei genitori. In questa sua nuova famiglia Jane è maltrattata in continuazione dalla fredda zia e anche dagli altri bambini della casa, suoi cugini, a causa della mésalliance della madre. L'unica persona che l'amava, lo zio materno, è morto anni prima e sua zia si trova costretta ad accudire la fanciulla perché tale era l'ultima promessa strappatale da suo marito prima di morire. Ma Jane Eyre è una ragazzina dal carattere forte e deciso e lo dimostra dapprima quando, all'inizio del libro, si ribella al bullismo dei cugini, e poi quando viene affidata ad una scuola di carità, dove il sacrificio ed il pesante lavoro sono la regola del giorno per le fanciulle senza famiglia. La forza di carattere di Jane si palesa anche prima che ella parta per la scuola, quando protesta contro la zia che ha parlato malissimo di Jane al rettore della scuola.
Nonostante la durissima disciplina e la prematura morte della sua migliore amica, deceduta per tubercolosi con altre compagne, morte invece di tifo addominale a causa delle pessime condizioni igieniche della struttura, Jane prosegue gli studi, che ultima con successo, e successivamente opera all'interno dello stesso istituto come stimata insegnante. Questa professione la rende una donna libera ed indipendente, permettendole di coltivare i suoi interessi, e trovare un'occupazione presso la dimora di Thornfield Hall, appartenuta da sempre alla nobile famiglia dei Rochester. Qui diviene istitutrice di Adele, la figlia del padrone di casa, il misterioso Mr. Rochester che l'ha avuta da una relazione con una ballerina francese.
Questo periodo da istitutrice trascorre serenamente fino al giorno dell'improvviso arrivo di Mr. Rochester, un uomo imponente e sarcastico, che è subito colpito dalla vivida intelligenza e dall'indipendenza di spirito di Jane. Il rapporto tra i due attraversa varie traversie, tra cui l'annunciato e poi disdetto matrimonio di Mr. Rochester con Blanche Ingram, una donna bellissima che vuole sposarlo soltanto per interesse. Infine Mr. Rochester scopre che l'amore che sin dal primo momento aveva riposto in Jane è ben corrisposto, e perciò le chiede la mano.
Ma un terribile segreto è racchiuso tra le mura di Thornfield Hall e viene fortuitamente rivelato il giorno stesso delle nozze tra Jane e Rochester: l'uomo è già sposato con Bertha Mason, una donna completamente pazza e tenuta segregata nella soffitta di Thornfield. Rochester nutre per Bertha un sentimento di rabbia ma anche di pietà, che non gli ha mai permesso di abbandonarla al suo difficile destino. Jane, combattuta tra le insormontabili regole religiose e morali e il sincero amore per Rochester, lascia precipitosamente Thornfield.
Sull'orlo della morte per inedia, viene accolta in casa di un ecclesiastico, St. John Rivers, e delle sue due sorelle. Poco dopo, trova lavoro come maestra in una scuola rurale. Nel frattempo approfondisce la conoscenza con il giovane, bello e idealista St. John e, quando le arriva la notizia improvvisa di una ricca eredità e del fatto che St. John e le sorelle sono suoi parenti prossimi, divide l'eredità con loro. St. John le propone di sposarlo e di andare in missione in India con lui, ma Jane rifiuta e decide di ritornare da Rochester. Scopre però che in seguito a un incendio, provocato dalla stessa moglie Bertha che nel rogo è morta, è rimasto vedovo, cieco da un occhio e mutilato (ha perso sia l'altro occhio sia una mano). Jane e Mr. Rochester possono ora convolare a nozze e Adele torna a vivere con loro ritornando dal collegio dove era stata mandata. Alla fine del libro, Mr. Rochester riacquista parzialmente la vista. In questo modo potrà vedere insieme a Jane il loro primogenito.

## Personaggi
Jane Eyre
Protagonista del romanzo e personaggio del titolo. Rimasta orfana a tre mesi, lotta per superare la sua triste infanzia del tutto privata d'affetti e, dopo esser divenuta istitutrice va a lavorare nella residenza di Thornfield Hall, dal signor Rochester. Ha un carattere forte, appassionato e coraggioso, intriso dei valori di libertà ed indipendenza; ha anche una grande coscienza morale e una forte determinazione cristiana che le permettono di attendere la convivenza con l'amato fino a dopo la morte della moglie di quest'ultimo. Ha un ottimo talento per il disegno. Le sue esperienze di vita le hanno insegnato che il denaro non porta la felicità e l'unica cosa che desidera davvero fin dalla tenera età è una famiglia amorevole.
Mr. Reed
Zio materno di Jane: un magistrato inglese dall'animo giusto, che adotta premurosamente la bambina quando questa viene a trovarsi senza genitori. Sente una forte compassione per lei e spesso se ne prende cura più che i propri stessi figli (almeno così dice la moglie). Muore quando Jane ha due o tre anni.
Sarah Gibson Reed
Moglie di Mr. Reed. Morto il marito, adotta malvolentieri Jane, che viene da lei trascurata e maltrattata, perché la donna vede la nipote amata dal proprio marito molto più che i fratelli Reed (forse però il suo disprezzo è causato dal fatto che il padre della bambina era povero a differenza dei Reed); nel frattempo vizia i figli propri e perdona loro qualsiasi cattivo comportamento, facendo capire che pur credendosi una donna retta, è classista, arrogante e molto ipocrita. Quando Jane ha dieci anni, Sarah riesce a cacciarla da casa mandandola alla scuola di Lowood con la fama immeritata di bambina cattiva e bugiarda: Jane protesta per questa definizione e Sarah, non perdonandole questa ribellione, spaccia la bambina come morta allo zio paterno John, che vorrebbe adottare Jane. Dieci anni dopo, quando Jane è diventata insegnante dal signor Rochester, Sarah deve fare i conti con gli sperperi e i debiti del figlio John: a un certo punto questo muore e la madre si ammala di crepacuore per la depressione. Manda a chiamare Jane e sembra pentirsi solo per un momento di non averla trattata come una figlia, in realtà fino alla morte definisce Jane una persona "con un cattivo carattere".
John Reed
Cugino di Jane, che la sottopone a continui atti di bullismo, a volte addirittura in presenza della madre che lo lascia fare; manca di rispetto anche alla donna e alle sorelle, e non frequenta la scuola per futili motivi. Nonostante ciò la madre stravede per lui, forse in quanto erede della famiglia. Da grande, si rovina con le cattive compagnie, il bere e il gioco d'azzardo e dopo un periodo di carcere muore a Londra senza più denaro, forse suicida. Sua madre appresa la notizia si ammala di dolore, mentre le sorelle mostrano indifferenza.
Eliza Reed
Cugina di Jane e primogenita dei Reed. Descritta come egoista, caparbia e disposta a tutto pur di avere soldi, anch'essa disprezza Jane. Acida perché non è attraente come la sorella Georgiana (e quindi ha meno possibilità di contrarre un matrimonio che le assicurerebbe una vita dignitosa), dedica fanaticamente tutta se stessa alla religione; addirittura, forse per bigottismo forse per invidia, fa la spia quando Georgiana prova a fuggire con Lord Vere. Dopo la morte della madre, rinnega la sorella e diventa una suora cattolica in Francia.
Georgiana Reed
Terza ed ultima figlia di Sarah Reed. Bella ed affascinante ma viziata, vanitosa, insolente e dispettosa, a cui tutto è permesso in casa in virtù dell'essere bella e anch'essa detesta Jane. Da grande perderà la sua bellezza, e proverà invano a sposarsi per convenienza, e ozia litigando con la sorella Eliza, perché questo ha sventato la fuga di Georgiana con Lord Vere. Infine, poco dopo il funerale della madre, trova un marito anziano e ricco.
Bessie Lee
Balia e poi portinaia di Gateshead, residenza dei Reed. È l'unica a trattare la piccola Jane con gentilezza ed affetto, raccontandole le proprie storie e cantando, anche se spesso la sgrida esageratamente o ingiustamente (un po' tutti gli abitanti di casa Reed guardano Jane dall'alto in basso perché non è né ricca né bella); più tardi sposa Robert Leaven e sarà contenta del riscatto di Jane.
Robert Leaven
Cocchiere a Gateshead, è lui che porta a Jane la notizia dell'avvenuta morte di John Reed; descritto anche lui come relativamente buono rispetto agli altri abitanti di casa Reed. Sposa Bessie Lee e hanno 3 figli, di cui una di nome Jane.
Lloyd
Farmacista compassionevole che raccomanda Jane e le permette di mandarla a scuola. Riesce a demolire la nomea falsa di bambina cattiva di Jane.
Mr. Brocklehurst
Sacerdote protestante, proprietario e tesoriere della Lowood School: è un uomo tradizionalista religioso, bigotto e ipocrita, che sostiene con durezza le proprie opinioni sulla disciplina e lo stile di vita, imponendo alle ragazze della scuola vitto e abiti insufficienti perché "non di solo pane vive l'uomo", ma vive con la famiglia in un palazzo e permette a moglie e figli il lusso. Dopo l'epidemia a Lowood è obbligato a dividere il suo lavoro con gente più giusta e meno ascetica, il che fa pensare che lui rubasse il grosso del denaro inviato alla scuola.
Miss Mary Temple
Sovrintendente alla Lowood School. A differenza del preside tratta tutti i giovani studenti con gentilezza, rispetto e compassione. Difende Jane dalle false accuse che a Brocklehurst sono state rivolte da Sarah Reed con l'inganno e finisce col prendersi cura di Helen. Alla fine sposa il reverendo Naysmith, pastore buono e giusto.
Miss Scatcherd
Insegnante aspra e cattiva di Lowood, che infierisce in particolare su Helen Burns.
Helen Burns
La miglior amica di Jane a Lowood, quando erano bambine. Si rifiuta di provare odio e rancore nei confronti di chi continua a punirla con severità, perfino quando lei non merita i castighi, confidando in Dio, nella morale del porgere l'altra guancia, che Jane accetta solo in parte, e pregando per la salvezza celeste. Insegna a Jane a fidarsi del cristianesimo e muore di tubercolosi tra le braccia dell'amica.
Sir Edward Fairfax Rochester
Nobile del Lancashire e padrone della magione di Thornfield. Un eroe byroniano indotto a fare un primo matrimonio infelice e forzato con Bertha (donna mentalmente instabile e violenta,) molti anni prima del suo incontro con Jane, della quale s'innamorerà perdutamente, ricambiato. Viaggia spesso per stare lontano da Bertha ed è molto legato al suo cane Pilot, mentre con Adele è ostile a causa dei trascorsi con sua madre, che l'ha lasciata a lui pur non essendo il padre biologico. Ciononostante permette alla ragazzina un'educazione adeguata. Ha una fervida fantasia che usa per stuzzicare Jane.
Bertha Antoinetta Mason
Prima moglie violenta e pazza di Edward (forse la sua malattia ha una componente che deriva dal matrimonio non voluto con lui; peraltro anche sua madre e nonna sono descritte come violente, quindi quanto vi sia di genetico non è chiaro). Viene tenuta segregata nel sottotetto di Thornfield, a volte solo girando per l'attico e ridendo, altre volte aggredendo il marito. Nessuno tranne il marito, il medico e Grace Poole sanno che lei è la moglie di Rochester. Alla fine muore suicida tra le fiamme che ha lei stessa appiccato alla casa.
Adèle Varens
Bambina francese della quale Jane è governante. Accolta da Rochester da quando la madre, sua vecchia amante per contrastare Bertha, l'aveva abbandonata per fuggire in Italia con un musicista. È molto legata alla signora Fairfax e anche a Jane, che a sua volta le si è affezionata e nonostante Rochester sia ostile con lei, gli vuole comunque bene in quanto unico vero padre che abbia mai avuto. Pur non essendo molto incline allo studio, si dimostra una buona allieva. Vuole sempre cantare e ballare e adora ricevere regali.
Mrs. Alice Fairfax
Anziana vedova governante di Thornfield. Donna forte, responsabile e premurosa si preoccupa sinceramente sia per Jane, per la piccola Adèle che per Rochester, suo figlio adottivo da quando rimase orfano.
Lia
Giovane, bella e gentile cameriera a Thornfield. Ha una natura spiccatamente eccitabile.
Blanche Ingram
Una donna nobile e mondana che Rochester frequenta per far ingelosire Jane ed avvicinarla a sé. È molto bella esteriormente, ma ha un comportamento borioso e insensibile.
Richard Mason
Inglese delle Indie occidentali, è il fratello di Bertha. Trattato con molta freddezza da Edward perché nessuno in casa Mason gli aveva detto, prima delle nozze, della malattia mentale di Bertha. Anche la madre di quest'ultima e Richard era rinchiusa in manicomio da tempo e avevano un altro fratello minore.
Grace Poole
Custode di Bertha. Pagata con uno stipendio molto alto da Rochester per tenere la moglie nascosta e tranquilla. Per reggere lo stress del suo lavoro beve, il che permette a Bertha ogni tanto di eludere la sorveglianza di Grace e girare per la casa. Viene uccisa durante l'incendio finale dalla donna.
St. John Eyre Rivers
Un ecclesiastico che fa amicizia con Jane e che si rivelerà esser suo cugino; ha sempre soppresso le proprie passioni ed emozioni umane a favore delle opere di pietà. Fortemente determinato ad andare in India come missionario anche se questo significa perdere la propria corteggiatrice Rosamond; in questo, chiede a Jane di sposarlo per convenienza, ma quest'ultima rifiuta e se ne va via.
Diana e Mary Rivers
Le due sorelle di John. Buone, intelligenti e di cuore generoso, legano subito con Jane e il legame diventerà più forte quando scopriranno di essere cugine. A loro e al fratello Jane lascia una parte dell'eredità dello zio comune, John Eyre.
Rosamond Oliver
Una giovane donna bella e ricca, patrona della scuola del villaggio dove Jane insegna. Innamorata di John, viene respinta perché non potrà mai esser la moglie di un missionario.
Alice Wood
Cameriera di Jane quando questa è insegnante alla scuola di Morton.
John Eyre
Zio paterno di Jane, un ricco produttore di vino che desidera adottarla quando ella compie 16 anni; ma la signora Reed glielo impedisce per dispetto verso Jane. Altri suoi nipoti (figli di un'altra sorella) sono i tre fratelli Rivers. Conosce i fratelli Mason e quindi, quando Jane lo invita alle proprie nozze, ne informa Richard Mason, che ferma la cerimonia. Muore a Madeira forse di tubercolosi, mentre Jane è ospite dei Rivers.
Mr. Oliver
Padre di Rosamond. Una vecchia persona gentile e caritatevole.

## Analisi
La trama del libro può essere ricondotta a tre periodi essenziali: l'infanzia di Jane, vissuta presso la zia e i cugini che non l'amano, e in seguito presso la tetra Lowood School dove diviene insegnante; il lavoro, come istitutrice di una bambina, presso Thornfield Hall ed il progressivo nascere e approfondirsi del sentimento che la legherà al padrone, mister Rochester, in un clima di attesa, mistero e tragedia; l'autodeterminazione di Jane, che la porta a nuove conoscenze ed esperienze, e infine, alla scelta di tornare da chi ama.
Jane è dotata di una vivida intelligenza che l'aiuterà a destreggiarsi nella società conformista e spietata in cui visse la stessa Charlotte Brontë. Jane Eyre risulta infatti essere un'opera parzialmente autobiografica. 
La rettitudine morale di Jane, infatti, non le consente di scendere a compromessi, ed ella si trova costretta a rifuggire dal suo amore.
Nonostante questa disgrazia, dopo un breve periodo di stenti, Jane riprende in mano la propria vita, seguendo le proprie convinzioni senza lasciarsi sviare. Alla fine è proprio il suo rigore a regalarle la felicità che desidera.

## Edizioni
- (EN) Charlotte Brontë, Jane Eyre, New York, Thomas Y. Crowell & Company, [dopo il 1876]. URL consultato il 3 aprile 2015.

### Edizioni italiane
- Giovanna Eyre, in «Il Pungolo», traduzione di Francesco Torraca, pubblicazione in appendice al quotidiano napoletano in 132 puntate, 1876. - col titolo Jane Eyre, Introduzione di Erica D'Antuono, Salerno, Editrice Gaia, 2014; a cura di E. D'Antuono, Francesco D'Amato, 2021, ISBN 978-88-552-5101-3.[3]
- Carlotta Bronte, Jane Eyre, o Le memorie di un'istitutrice, traduzione di Anonimo, Collana Biblioteca Amena, Milano, Fratelli Treves, 1904.[4]
- Jane Eyre: romanzo, trad. di Elvira Rosa, Milano, Sonzogno, 1925.
- Jane Eyre, il romanzo di una istitutrice, trad. di C. Marazio, Sesto San Giovanni, Barion, 1935, 1949.
- Gianna Eyre, trad. di Lucilla Kanisza Jacchia, Collana Prisma, Roma, Edizioni Perrella, 1946; Collana Piramidi, La Capitale, 1947.
- Jane Eyre, trad. di Berto Minozzi, Milano, Cavallotti, 1951.
- Jane Eyre, traduzione di Giuliana Pozzo Galeazzi, Collana BUR, Milano, Rizzoli, 1951-2012. - Introduzione di Oriana Palusci, Collana I Classici della BUR, Milano, Rizzoli, 1993; Milano, Fabbri Editori, 1991, 1995, 1996, 2004; con un saggio di Virginia Woolf, BUR, 2006; Milano, RCS Quotidiani-Corriere della Sera, 2013.
- Jane Eyre, traduzione di Virginia Galante Garrone, Torino, S.A.S., 1954. - San Paolo Edizioni, 1983.
- Jane Eyre, in Tre romanzi, trad. di Lia Spaventi Filippi, Introduzione di Maria Luisa Astaldi, Roma, Gherardo Casini Editore, 1956-1976; Introduzione di Giuseppe Lombardo, Roma, Newton Compton, 1997-2025; Liberamente, 2018; Collana Grande Biblioteca, Santarcangelo di Romagna, Rusconi, 2020; Collana I Classici, Foschi, 2020.
- Jane Eyre, trad. di Curzio Siniscalchi, Milano, Lucchi, 1957, 1968.
- Jane Eyre: romanzo, trad. di D.L.C. Tenconi, Milano, Boschi, 1958, 1964.
- Jane Eyre, trad. di Dante Virgili, Bologna, Capitol, 1958, 1968.
- Jane Eyre, trad. di Cesare G. Cecioni, Firenze, Sansoni, 1962, 1967.
- Jane Eyre, trad. di V. Trebeschi De Toni, Brescia, La Scuola, 1962.
- Jane Eyre, trad. di C. Egidi Mattei, Roma, Gherardo Casini Editore, 1966.
- Jane Eyre, trad. di Emma De Mattia, Milano, Boschi, 1967.
- Jane Eyre, trad. di Elda Giroldo Inglese, Collana I darling n.10, Milano, Fabbri Editori, 1968, 1972.
- Jane Eyre, traduzione di Ugo Dèttore, Collana I grandi libri, Milano, Garzanti, 1974. - Introduzione di Franco Cordelli, Garzanti, 1987; Introduzione di Paolo Ruffilli, Garzanti, 1995; Milano, Centauria, 2017.
- Jane Eyre, trad. di Caterina Niceta, Milano, Aldo Peruzzo Editore, 1987, 1995.
- Jane Eyre, trad. di M. De Maria e A. Tenconi Fasoli, Milano, La Spiga, 1995, 1999.
- Jane Eyre, traduzione di Luisa Reali, Introduzione di Franco Buffoni, con un saggio di William Makepeace Thackeray, Collana Oscar Classici, Milano, Mondadori, 1996.
- Jane Eyre, traduzione di Alessandro Gallenzi, Collana I Classici Classici n.53, Milano, Frassinelli, 1997, ISBN 978-88-768-4472-0.
- Jane Eyre, traduzione di Luca Lamberti[5], Introduzione di Carlo Pagetti, Collana ET Classici, Torino, Einaudi, 2008, 2017.
- Jane Eyre, traduzione di Fosca Belli, Collana Classici Tascabili, Milano, Baldini Castoldi Dalai, 2011, ISBN 978-88-6865-233-3.
- Jane Eyre, traduzione di Marianna D'Ezio, Collana Y Classici, Firenze, Giunti, 2011, 2022, ISBN 978-88-099-5047-4.
- Jane Eyre, traduzione di Monica Pareschi, Introduzione di Tracy Chevalier, Collana Le Grandi Scrittrici, Vicenza, Neri Pozza, 2014, ISBN 978-88-545-0767-8. - Milano, BEAT, 2021, ISBN 978-88-655-9837-5.
- Jane Eyre, traduzione di Stella Sacchini, Postfazione di Remo Ceserani, Collana UEF. I Classici, Milano, Feltrinelli, 2014, ISBN 978-88-079-0077-8.
- Jane Eyre, traduzione di Bérénice Capatti, Introduzione di Virginia Woolf, Collana Classici BUR deluxe, Milano, Rizzoli, 2016, ISBN 978-88-170-8736-0.
- Jane Eyre, traduzione di Luca Manini, Collana I Classici, Milano-Firenze, Bompiani, 2019, ISBN 978-88-301-0077-0.
- Jane Eyre, traduzione di Caterina Leoci, Collana Young, Roma, Curcio, 2021, ISBN 978-88-686-8561-4.
- Jane Eyre, traduzione di Giulia Boringhieri, Collana Supercoralli. Le Grandi Traduzioni, Torino, Einaudi, 2023, ISBN 978-88-062-6159-7. - Introduzione di Carlo Pagetti, Collana ET Classici, Einaudi, 2025, ISBN 978-88-062-6666-0.

## Adattamenti cinematografici e televisivi
- Jane Eyre, regia di Theodore Marston, con Marie Eline / Irma Taylor (Jane Eyre), Frank Hall Crane (Lord Rochester) – film muto (USA, 1910)[6]
- Jane Eyre (o The Mad Lady of Chester) – film muto (Italia, 1910) - prodotto dalla Società Italiana Cines.[7]
- Jane Eyre, regia di Frank Hall Crane, con Ethel Grandin (Jane Eyre), Irving Cummings (Lord Rochester) – film muto (USA, 1914)[8]
- Jane Eyre, regia di Martin Faust, con Alberta Roy (Jane Eyre), John Charles (Lord Rochester) – film muto (USA, 1914)[9]
- Jane Eyre, regia di Travers Hale, con Louise Vale (Jeane Eyre), Franklin Ritchie (Lord Rochester) – film muto (USA, 1915)[10]
- Il castello di Thornfield – film muto (Italia, 1915) - prodotto dalla Savoia Film[11]
- Le memorie di una istitutrice, regia di Riccardo Tolentino, con Valentina Frascaroli (Jane Eyre) – film muto (1917)[12]
- Woman and Wife, regia di Edward José, con Alice Brady (Jane Eyre), Elliott Dexter (Lord Rochester) – film muto (USA, 1918)[13]
- Jane Eyre, regia diHugo Ballin, con Mabel Ballin (Jane Eyre), Norman Trevor (Lord Rochester) – film muto (USA, 1921)[14]
- Die Waise von Lowood, regia di Curtis Bernhardt, con Evelyn Holdt (1926)
- Jane Eyre - L'angelo dell'amore (Jane Eyre), regia di Christy Cabanne, con Virginia Bruce (1934)
- La porta proibita (Jane Eyre), regia di Robert Stevenson, con Joan Fontaine e Orson Welles (1944)
- Sangdil, regia di R.C. Talwar (1952) – film indiano
- Jane Eyre – film TV (1956)
- Jane Eyre – sceneggiato televisivo (1957)
- Jane Eyre – film TV (1958)
- Jane Eyre – film TV (1961)
- Jane Eyre – film TV (1963)
- Jane Eyre nel castello dei Rochester (Jane Eyre) – film TV (1970)
- Jane Eyre – miniserie TV (1973)
- Jane Eyre – miniserie TV (1983)
- Jane Eyre, regia di Franco Zeffirelli, con Charlotte Gainsbourg e William Hurt (1996)
- Jane Eyre, regia di Robert Young, con Laura Harling / Samantha Morton (Jane Eyre), Ciarán Hinds (Lord Rochester) – film (GB, 1997)[15]
- Jane Eyre, regia di Susanna White, con Georgie Henley / Ruth Wilson (Jane Eyre), Toby Stephens (Lord Rochester) – miniserie TV (GB-USA, 2006)[16]
- Jane Eyre, regia di Cary Joji Fukunaga, con Amelia Clarkson / Mia Wasikowska (Jane Eyre), Michael Fassbender (Lord Rochester) (GB-USA, 2011)[17]

## Influenza culturale
- Il romanzo Love Lessons di Jacqueline Wilson: la protagonista Prue immagina che Jane Eyre sia la sua amica immaginaria.
- Il romanzo Il grande mare dei Sargassi di Jean Rhys rappresenta una sorta di prequel di Jane Eyre. La protagonista è Bertha, chiamata Antoinette e la vicenda è ambientata nei Caraibi. Sebbene Rochester non sia nominato esplicitamente, è chiaro che la vicenda si riferisca alla giovinezza dei due personaggi della Brontë.
- Il romanzo La bambinaia francese di Bianca Pitzorno racconta la medesima storia di Jane Eyre vista da parte di Sophie, la bambinaia di Adèle, con un'aggiunta dell'infanzia della bambina con la ballerina d'opera Celine Varens e di una sorta di epilogo sulla vita della bambinaia e della ragazzina. Jane viene inserita nel romanzo quando la piccola Adèle viene portata in Inghilterra dal padre Mr Rochester. L'affetto sincero che lega l'istitutrice e la bambina viene rovinato dalla fuga della donna dopo la scoperta del matrimonio dell'amato.
- Nel romanzo Il gioco dell'angelo di Carlos Ruiz Zafón sono presenti evidenti riferimenti a Jane Eyre nei giocosi scambi tra i due protagonisti David Martin e la sua giovane assistente.
- Nel romanzo Il caso Jane Eyre di Jasper Fforde, il finale di Jane Eyre è diverso: Jane parte per l'India e abbandona Rochester. Ma la protagonista Thursday Next entra letteralmente nel libro e ne cambia il finale, riuscendo a combinare il matrimonio di Jane e Rochester.
- Il film di Jacques Tourneur Ho camminato con uno zombie (I walked with a zombie, 1943) è liberamente ispirato a questo romanzo.
- Il romanzo La tredicesima storia di Diane Setterfield (Milano: Mondadori, 2007) rievoca la storia di Jane Eyre.
- Nel romanzo Le regole della casa del sidro il libro viene letto ai bambini dell'orfanatrofio
- Nel film Certamente, forse di Adam Brooks una delle protagoniste ricerca disperatamente una copia di Jane Eyre con una dedica scritta dal padre che le aveva regalato il libro quando lei era ancora piccola.
- Nella serie animata giapponese Papà Gambalunga, la protagonista scrive un racconto per un concorso chiaramente ispirato alla storia di Jane Eyre, ricevendo una grossa delusione quando il professore le spiega che si tratta fondamentalmente di un plagio.